# Temporada 1991-1992 del FC Barcelona
Les dades més destacades de la temporada 1991 - 1992 del Futbol Club Barcelona són les següents:

## Fets destacats

### 1991

#### Juliol
- 1 juliol - És notícia que el president del FC Barcelona, Josep Lluís Nuñez, va voler crear una societat civil per adquirir els drets sobre el mexicà Hugo Sánchez i mantenir el compromís en secret durant el temps necessari perquè cessessin les crítiques al seu fitxatge. El mateix jugador va desestimar la idea quan ja estaven redactats els esborranys de constitució de l'esmentada societat i del contracte que se li oferia. El FC Barcelona comunica que els jugadors Miquel Àngel Nadal i Juan Carlos, seran presentats el 3 de juliol, a les 16 h, i el 4 de juliol, a les 13 h, respectivament.
- 2 juliol - El primer reforç blaugrana 91-92, Miquel Àngel Nadal, arriba a Barcelona procedent de Mallorca. El jugador de 24 anys, inicia els controls mèdics pertinents a les dependències del INEF i de la mútua Asepeyo. Nadal afirma a la seva arribada que ve "per intentar jugar" i afegeix que està preparat per les exigències del tècnic Johan Cruyff, ja que al Mallorca ja va jugar "pràcticament en tots els llocs".
- 3 juliol - Miquel Àngel Nadal és presentat com a nou jugador del FC Barcelona. El president del Barcelona Josep Lluís Nuñez es congratula de poder contar finalment amb l'exjugador del Mallorca, després d'intentar-lo la passada temporada. El president Josep Lluís Nuñez es queixa de la poca representativitat del futbol professional a la RFEF, arran de la decisió que pendrà avui la LFP sobre la proposta presentada inicialment pel Barça perquè els clubs puguin fitxar un quart estranger. En cas que finalment s'aprovés la proposta, el quart estranger del Barcelona podria ser el neerlandès Richard Witschge.
- 4 juliol - Juan Carlos és presentat com a nou jugador blaugrana per a les pròximes tres temporades. Simultàniament, el president de l'Atlètic de Madrid, Jesús Gil, i el vicepresident barcelonista Joan Gaspart negocien a Madrid els detalls relacionats amb la cessió de Miquel Soler. L'assemblea general extraordinària de la Lliga de Futbol Processional (LFP), aprova per unanimitat l'ampliació a quatre de la quota de jugadors estrangers.
- 5 juliol - La junta de govern del Col·legi Oficial de Metges de Barcelona sanciona el doctor Rafael González Adrio i adverteix verbalment als doctors Josep Borrell i Carles Bestit per les discrepàncies sorgides arran de la intervenció quirúrgica practicada al jugador neerlandès Ronald Koeman l'1 d'octubre de 1990 a la mútua Asepeyo de Barcelona.
- 6 juliol - Una jutgessa argentina podria haver dictat en pocs dies la presó preventiva per a l'exjugador del FC Barcelona Diego Armando Maradona, a l'existir "proves raonables" de què havia consumit cocaïna de forma "compartida". Maradona, no va haver d'ingressar finalment a la presó perquè la mesura de la magistrada va quedar en suspens.
- 7 juliol - Negociacions per al traspàs de Miquel Soler a l'Atlètic de Madrid: El jugador es reunirà demà amb el vicepresident Joan Gaspart per tancar una cessió amb el club matalasser, amb qui el club blaugrana va arribar a un acord el passat 20 de juny.
- 8 juliol - El jugador Miquel Soler dona el seu consentiment per anar cedit a l'Atlètic de Madrid la propera temporada. -- Joan Gaspart confirma l'interès del Barcelona per al neerlandès Richard Witschge, supeditat al fet que l'assemblea del futbol espanyol aprovi la incorporació del quart estranger.[3]
- 9 juliol - Johan Cruyff defineix la plantilla per a la propera temporada, composta per divuit professionals i quatre jugadors del Barcelona Promeses, després de descartar a López Rekarte i a Urbano.
- 10 juliol - Les empreses Arthur Andersen i Gassó Cía, entreguen al Barcelona l'informe d'auditoria corresponent a la temporada 1990-91 i el balanç de comptes del club a 30 de juny de 1991, dels quals es desprèn que l'entitat blaugrana va tancar el passat exercici amb un superàvit de 305 milions de pessetes.
- 11 juliol - Sorteig de la primera eliminatòria de la Copa d'Europa: El campió de l'última Lliga de l'antiga RDA, el Hansa Rostock, serà el primer rival del FC Barcelona. El partit d'anada es disputarà en el Camp Nou el 18 de setembre i el de tornada en Rostock, el 2 d'octubre.
- 12 juliol - Sorteig del calendari de Lliga 1991-92: La Lliga començarà el cap de setmana de l'1 de setembre amb un Barcelona-Reial Societat i quatre estrangers per cada equip de primera divisió. L'ampliació del contingent d'estrangers s'aprova d'acord amb els plantejaments de la Lliga de Futbol Professional (LFP).
- 13 juliol - Josep Lluís Núñez es mostra satisfet per l'aprovació del quart estranger en els equips espanyols de primera divisió, iniciativa que havia promogut el FC Barcelona i que, segons el president blaugrana, farà més competitius a nivell internacional als equips espanyols.
- 14 juliol - El FC Barcelona efectua l'Ajax d'Amsterdam una oferta per la cessió, amb opció a compra de Richard Witschge.
- 15 juliol - El FC Barcelona deu 688,9 milions, enfront dels 920 de l'anterior, el que representa un superàvit de 305 milions durant la temporada passada. -- L'entrenador de l'Ajax d'Amsterdam, Leo Beenhakker, reconeix l'existència d'una oferta del FC Barcelona pel davanter Richard Witschge, encara que el seu club no està disposat a negociar sobre la base d'una cessió amb opció de compra.
- 16 juliol - El Barça presenta les auditories i demà celebrarà l'assemblea de compromissaris. Els comptes del FC Barcelona, que es fan públics en el transcurs del desdejuni de treball que ofereix Josep Lluís Núñez als periodistes especialitzats en informació esportiva i econòmica, revelen que les seccions del club van totalitzar la passada temporada un dèficit de 748 milions de pessetes, xifra que no inclou els costos d'estructura.
- 17 juliol - Més de 1.200 compromissaris, assisteixen a l'assemblea del club, que aprova el balanç del passat exercici i un pressupost de 6.388 milions de pessetes per a la pròxima temporada. L'Ajax d'Amsterdam rebutja oficialment la proposta del Barça de traspassar al seu jugador Richard Witschge mitjançant una operació de "leasing" i espera que el club blaugrana formuli una contraoferta.
- 18 juliol - La comissió de govern de l'Ajuntament de Barcelona aprova sol·licitar, al Consell Superior d'Esports, la concessió de la medalla al Mèrit Esportiu per al Barça "per la seva activitat poliesportiva, especialment en la temporada 1990-91".
- 19 juliol - El FC Barcelona manté converses amb quatre jugadors de cara a cobrir la plaça del quart estranger abans del pròxim dia 29. La directiva blaugrana segueix negociant la contractació de Richard Witschge i, simultàniament, discuteix les condicions d'un eventual fitxatge de dos futbolistes argentins, Diego Latorre i Gabriel Batistuta, i un davanter bolivià.
- 20 juliol - El FC Barcelona té preparada l'ofensiva final per a aconseguir el fitxatge de Richard Witschge, jugador de l'Ajax d'Amsterdam. El vicepresident blaugrana Joan Gaspart, que duu personalment les negociacions amb el club neerlandès, efectuarà una nova oferta pel jove migcampista.
- 21 juliol - El club blaugrana tanca l'acord amb l'Ajax d'Amsterdam pel fitxatge del jugador Richard Witschge.
- 22 juliol - Richard Witschge, davanter de l'Ajax d'Amsterdam de 21 anys, viatjarà entre demà i demà passat a Barcelona per a discutir les condicions del contracte que el vincularà al FC Barcelona per a les pròximes temporades. El FC Barcelona i el Reial Mallorca tanquen les negociacions per a la cessió dels jugadors Herrera, Villena i Sergi al club insular durant la temporada 1991-92. D'aquesta manera, només estan pendents de resoldre la situació d'Urbano, López Rekarte i Roura, amb els quals Johan Cruyff no compta per a la pròxima campanya.
- 23 juliol - El futbolista neerlandès Richard Witschge arriba al migdia a Barcelona per a negociar les condicions del seu futur contracte amb el FC Barcelona. -- El club blaugrana fitxa per al filial al jugador santanderí de 15 anys, Iván de la Peña e incorpora a l'exjugador barcelonista Esteban al cos d'entrenadors del futbol base.
- 24 juliol - Richard Witschge, compromès amb el FC Barcelona per als pròxims set anys, accepta que el seu contracte inclogui una clàusula de resolució de 1.100 milions de pessetes.
- 25 juliol - El FC Barcelona presenta a Richard Witschge. El nou integrant de la plantilla que dirigeix Johan Cruyff afirma que "el Ajax és un gran club, però el Barça és molt més, és una manera de vida".
- 26 juliol - El jurat d'apel·lació de la UEFA confirma la sanció de cinc partits en competicions europees al jugador del FC Barcelona, Guillermo Amor. El futbolista blaugrana va ser expulsat en el partit de semifinals de la Recopa contra el Juventus FC.
- 27 juliol - Luis María López Rekarte arriba a un acord amb el Deportivo de La Coruña per a jugar en aquest equip les tres pròximes temporades. El jugador tenia contracte amb el Barça per una temporada més, però no hi contava en els plans de l'entrenador Johan Cruyff. El club blaugrana percebrà 50 milions de pessetes pel traspàs.
- 28 juliol - El FC Barcelona presentará demà a la plantilla amb la qual pensa afrontar la temporada 1991-92, quarta de Johan Cruyff, amb la gran novetat del centrecampista Richard Witschge. L'entrenador neerlandès no vol Urbano ni Roura en la concentració d'Odoorn.
- 29 juliol - El FC Barcelona presenta la seva plantilla 1991-92 enmig d'un ambient general d'eufòria i amb més de 30.000 afeccionats en les graderies del Camp Nou. L'entrenador Johan Cruyff i el seu compatriota Richard Witschge acaparen l'atenció del públic i s'emporten les millors ovacions. Cruyff afirma després de la presentació que aquest any "haurà una batalla per guanyar-se un lloc en l'equip" i que prefereix "guanyar una altra Lliga que la Copa d'Europa".
- 30 juliol - Els jugadors i tècnics arriben a Odoorn després de dues hores de vol fins a Amsterdam i altres dues d'autocar fins a aquesta petita població del nord d'Països Baixos. Els blaugranes realitzaran durant els dotze dies de la seva concentració de pretemporada gairebé trenta entrenaments i cinc partits amistosos, a raó de tres sessions de treball per dia.
- 31 juliol - El Barça guanya per 3-0 (Laudrup, Salinas i Carreras) al HSC-21 de Haaksbergen, equip aficionat, en el seu primer partit de pretemporada, disputat davant uns 4.000 espectadors. El preparador físic del F.C. Barcelona, Ángel Vilda, adverteix que "els jugadors patiran molt durant els pròxims dies, fins que el seu organisme assimili el treball que estan realitzant en aquestes primeres jornades de la pretemporada".

#### Agost
- 1 agost - Roda de premsa de Johan Cruyff en la qual es mostra altament satisfet de com els seus jugadors estan desenvolupant el treball de pretemporada a Odoorn i afirma que la primera oportunitat la tindrà l'equip que va guanyar la Lliga.[4]
- 2 agost - Segon partit de pretemporada en terres holandeses contra l'equip amateur SV Zutphen. El Barça guanya per 15-0. Els golejadors són Begiristain (4), Nadal (3), Guardiola (2), Stoítxkov (2), Goikoetxea, Witschge, Koeman i Bakero. Amb 0-0 al marcador, Cruyff no perdona als jugadors suplents i substituïx a gairebé a tot l'equip als 21 minuts de partit. -- Primeres conseqüències del treball físic: Koeman reduïx el ritme de treball i Wistchge sofreix nafres en el seu peu esquerre.
- 3 agost - La decisió de Johan Cruyff, de substituir als deu jugadors de camp quan es complia el minut 21 del partit Zutphen-FC Barcelona, no sembla haver afectat als futbolistes que van ser objecte del canvi. "Ja estem acostumats a aquest tipus d'actuacions" és la resposta general.
- 4 agost - El Barça goleja per 14-0 a altre modest equip neerlandès, el SV Raalte, en el curs de la seva concentració de la pretemporada en la localitat d'Odoorn. Els golejadors són Alexanko, Koeman de penal, Carreras, Eusebio, Stoítxkov, Goikoetxea, Witschge, Julio Salinas (3), Nando, Laudrup (2) i Roura. Es tracta del tercer partit de l'equip de Johan Cruyff durant la seva estada d'aquest estiu als Països Baixos.
- 5 agost - Michael Laudrup reconeix l'interès que el Paris Saint Germain té per contractar els seus serveis, però anuncia que li agradaria complir l'any de contracte que li queda amb el Barcelona i tornar al seu país per a jugar com amateur. -- La plantilla del FC Barcelona reprèn a la tarda l'activitat, després de gaudir de vint-i-quatre hores de descans. -- El Barcelona B ascendirà a Segona Divisió A, en substitució de l'Oriola CF, descendit per impagament de deutes.
- 6 agost - Johan Cruyff considera molt útil l'ascens del Barcelona B a Segona A encara que ha arribat massa tard, ja que el descarti i fitxatge de jugadors ja està fet. -- Nadal pateix un trencament parcial de fibres en l'abductor de la cama dreta que el farà estar de baixa durant unes tres setmanes.
- 7 agost - En el quart partit de pretemporada en terres holandeses, el Barça empata 2-2 contra l'FC Groningen, en el qual es considera el primer partit amistós d'importància. Els golejadors són Bakero, Djurovski de penal, Laudrup i Wizigu. Julio Salinas no juga al patir un trencament de fibres en la cama dreta, que li farà estar tres setmanes de baixa.
- 8 agost - Els jugadors Koeman, Begiristain, Amor i Witschge estan sota tractament i és molt possible que algun d'ells no pugui intervenir en el proper partit, a conseqüència de cops rebuts durant l'amistós jugat a Groningen.
- 9 agost - L'expedició barcelonista arriba a mitja tarda a Bruges, després d'un llarg viatge en autocar. El grup surt d'Odoorn a les deu del matí, esmorza a Breda i finalitza el seu trajecte al caient de les cinc de la tarda, amb el temps just per a instal·lar-se en un hotel dels afores i celebrar una sessió d'entrenament. Només Nadal i Julio Salinas segueixen indisponibles per al partit de demà contra el Bruges
- 10 agost - Cinquè partit de pretemporada del Barça enfront del Bruges. El partit acaba en empat (1-1), amb Stoítxkov com a golejador—Roda de premsa al migdia de Johan Cruyff a Knokke-Heist. El tècnic neerlandès valora "molt positivament" els resultats de la concentració als Països Baixos i Bèlgica i afirma que amb aquesta plantilla "podem afrontar les tres competicions (Liga, Copa d'Europa i Copa del Rei) amb possibilitats d'aconseguir els títols".
- 11 agost - L'expedició barcelonista torna a Barcelona de la seva concentració de pretemporada "amb tots els objectius coberts", segons Johan Cruyff. En tretze dies d'estada als Països Baixos i Bèlgica, la plantilla blaugrana ha realitzat més de 30 hores d'entrenament, ha assajat variants tàctiques i ha iniciat el procés d'adaptació dels seus quatre nous jugadors.
- 12 agost - Els jugadors del Hansa Rostock, rival del Barça a la Copa d'Europa, estan descontents amb el que paga el club i aspiren a una millora salarial.
- 13 agost - El Barcelona afronta el seu doble compromís en els tornejos de Palma i La Línea de la Concepción, amb les baixes dels lesionats Nadal i Julio Salinas. El fort ritme en els entrenaments en Odoorn i les dues trobades davant el Groningen i el Bruges, units als dos imminents partits, justifiquen una previsible davallada en el joc blaugrana, segons Cruyff.
- 14 agost - Partit del Trofeu Palma de Mallorca entre el Barça y el Reial Mallorca que acaba amb derrota dels blaugranes per 3 a 1. Carles Busquets és expulsat i l'únic gol el fa Hristo Stoítxkov.
- 15 agost - Tot i la derrota enfront del Mallorca, Johan Cruyff diu sentir-se satisfet del rendiment del seu equip i justifica el mal resultat culpant a la calor que van haver de suportar els jugadors i al "sot físic, que no de joc, fruit de l'excés d'activitat".
- 16 agost - El Barça aconsegueix el trofeu "Ciutat de La Línia" enfront del Honved per 1 a 0, amb gol d'Albert Ferrer.
- 17 agost - Arribada del Barcelona a la ciutat comtal, després de la seva victòria en el Torneig Ciutat de la Línia, i descans de la plantilla, que tornarà demà als entrenaments.
- 18 agost - Entrenament del Barcelona, cara al partit del Trofeu Joan Gamper. El Barça arriba al seu torneig amb un saldo positiu: una victòria (Honved 1-0), dos empats (Groningen 2-2 i Bruges 1-1) i una derrota (Mallorca 1-3).
- 19 agost - Johan Cruyff anuncia que el mínim que pot oferir l'equip al Gamper, en la seva presentació en el Camp Nou contra el Rapid de Viena, "és el mateix futbol de l'any passat".
- 20 agost - XXVI Trofeu Joan Gamper: El Barcelona guanya per 4-1 al Rapid de Viena i es planta a la final que disputarà enfront de l'Olympique de Marsella, després que el conjunt francès derrotés per 2-1 a l'Internacional de Porto Alegre, en l'altre partit disputat del Gamper. Els golejadors del Barça són Koeman de penal, Cristobal, Laudrup i Begiristain. -- Josep Lluís Núñez, president del FC Barcelona, manifesta durant la celebració del XIV Congrés de Penyes Barcelonistes que el principal objectiu del club aquesta temporada és "guanyar les copes d'Europa de futbol i de bàsquet". Núñez aprofita l'ocasió per a llançar un dur atac a la Llei de Societats Anònimes Esportives.
- 21 agost - XXVI Trofeu Joan Gamper: El Barcelona s'adjudica el torneig, després de guanyar per 3-0 a l'Olympique de Marsella, amb gols d'Aitor Begiristain (2) i Stòichkov.
- 22 agost - Miquel Àngel Nadal, ja està en condicions de reaparèixer després de la lesió muscular que va sofrir durant el "stage" d'Odoorn, i té l'alta per a jugar el proper partit a Santander.
- 23 agost - L'expedició barcelonista viatja a Santander on demà disputarà un amistós amb el Racing.
- 24 agost - El Barcelona perd l'amistós enfront del Racing de Santander per 1-0. Busquets torna a ser expulsat.
- 25 agost - Arribada de l'expedició barcelonista a Barcelona i descans de la plantilla.
- 26 agost - Díaz Agüero arbitrarà el primer partit de Lliga del Barça enfront de la Reial Societat.
- 27 agost - Cruyff complirà una sanció de dos partits i no s'asseurà a la banqueta del Barça en els dos pròxims partits de Lliga, a l'haver de complir una sanció per la seva expulsió en el partit de Copa contra l'Atlètic de Madrid de temporada passada.
- 28 agost - Sota la denominació "Task Force 2.000", destacats personatges del futbol debaten la introducció de noves regles. El president barcelonista Josep Lluís Núñez defensa la idea que les normes que pretenen imposar-se no beneficien a l'espectacle, sinó als equips de tarannà defensiu. -- Albert Ferrer és triat pels mitjans de comunicació barcelonins el millor jugador del seu equip en el torneig Joan Gamper, en votació organitzada per El Corte Inglés.

#### Octubre
- 6 octubre - El Barça perd a casa davant l'Reial Oviedo i es posa 6 punts per sota dels dos equips de Madrid.[5]
- 19 octubre - El Barça empata a un amb el Reial Madrid al Estadi Santiago Bernabeu i es manté a sis punts del Madrid.[6]
- 26 octubre - El Barça guanya l'Atlètic de Madrid.[7]
- 29 octubre - El Barcelona aconsegueix la seva segona Supercopa d'Espanya contra l'Atlético de Madrid.

#### Novembre
- 3 novembre - El Barcelona empata a dos al camp del Logroñés i perd un punt més en relació al Real Madrid, líder de la Lliga a set punts dels blau-grana.[8] Ferrer pateix una rotura del lligament creuat anterior del genoll esquerre de la que és operat l'endemà.[9]
- 6 novembre - El Barça es classifica a l'últim minut per a la lligueta europea.[10]
- 17 novembre - El Barça goleja a la Corunya (0-4) i manté les seves aspiracions a la Lliga.[11]

#### Desembre
- 7 desembre - El Barça guanya el Tenerife (5-3) en un partit en què Cruyff va substituir Stoitxkov al minut 25 per evitar-ne l'expulsió.[12]

### 1992

#### Gener
- 5 gener - El Barça se situa a cinc punts del Reial Madrid.[13]
- 12 gener - El Barça se situa segon avançant l'Atlético de Madrid.[14]
- 19 gener - Els blau-grana guanyen un emocionant derbi per 4 gols a 3 i es posen a tres punts del Reial Madrid.[15]

#### Febrer
- 8 febrer - El Barcelona guanya a casa el Sevilla amb un gol providencial de Salinas.[16]

#### Març
- 7 març - Barça i Madrid empaten a un.[17]

#### Abril
- 11 abril - El Barça falla un penal i perd per 1-0 al camp del València.[18]
- 15 abril - El Barça guanya al Benfica i es classifica per la final de la Copa d'Europa de futbol.[19]
- 25 abril - El Barça cau per 2 a 1 a Tenerife.[20]

#### Maig
- 3 maig - Albert Ferrer reapareix després de la seva lesió.[21]
- 11 maig - El Barça se situa a 2 punts del Reial Madrid.[22]
- 20 maig -  El Barça guanya la seva primera Copa d'Europa de futbol a l'estadi de Wembley (Londres) davant la Sampdoria de Gènova per 1-0. El gol dels campions, que juguen amb equipació taronja, és marcat per Ronald Koeman de tir lliure indirecte al minut 111 de partit de la segona part de la pròrroga.[23]

#### Juny
- 7 juny - El Barça guanya el títol de Lliga gràcies a la victòria sobre l'Athletic de Bilbao 2-0 convinada amb la derrota del Real Madrid a Tenerife 3-2 després d'haver-se avançat 0-2.[24]

## Plantilla
| N. | Pos. | Nac. | Jugador             |
| -- | ---- | --- | ------------------- |
| —  | POR  | [[Fitxer:Flag of Catalonia.svg\|23x15px\|border \|alt=Catalunya\|link=Selecció de futbol de Catalunya\|{{#if:\|]]                        | Carles Busquets     |
| —  | POR  | [[Fitxer:Flag of Spain.svg\|23x15px\|border \|alt=Espanya\|link=Selecció de futbol d'Espanya\|{{#if:\|]]                                 | Andoni Zubizarreta  |
| —  | DEF  | [[Fitxer:Flag of Catalonia.svg\|23x15px\|border \|alt=Catalunya\|link=Selecció de futbol de Catalunya\|{{#if:\|]]                        | Albert Ferrer       |
| —  | DEF  | [[Fitxer:Flag of Spain.svg\|23x15px\|border \|alt=Espanya\|link=Selecció de futbol d'Espanya\|{{#if:\|]]                                 | José Ramón Alexanko |
| —  | DEF  | [[Fitxer:Flag of Spain.svg\|23x15px\|border \|alt=Espanya\|link=Selecció de futbol d'Espanya\|{{#if:\|]]                                 | Juan Carlos         |
| —  | DEF  | [[Fitxer:Flag of the Netherlands.svg\|23x15px\|border \|alt=Països Baixos\|link=Selecció de futbol dels Països Baixos\|{{#if:\|]]        | Ronald Koeman       |
| —  | DEF  | [[Fitxer:Flag of Spain.svg\|23x15px\|border \|alt=Espanya\|link=Selecció de futbol d'Espanya\|{{#if:\|]]                                 | Ricardo Serna       |
| —  | DEF  | [[Fitxer:Flag of the Balearic Islands.svg\|23x15px\|border \|alt=Illes Balears\|link=Selecció de futbol de les Illes Balears\|{{#if:\|]] | Miguel Ángel Nadal  |
| —  | DEF  | [[Fitxer:Flag of Spain.svg\|23x15px\|border \|alt=Espanya\|link=Selecció de futbol d'Espanya\|{{#if:\|]]                                 | Nando               |
| —  | DEF  | [[Fitxer:Flag of Spain.svg\|23x15px\|border \|alt=Espanya\|link=Selecció de futbol d'Espanya\|{{#if:\|]]                                 | Cristóbal Parralo   |
| —  | DEF  | [[Fitxer:Flag of Catalonia.svg\|23x15px\|border \|alt=Catalunya\|link=Selecció de futbol de Catalunya\|{{#if:\|]]                        | Lluís Carreras      |

| N. | Pos. | Nac. | Jugador                   |
| -- | ---- | --- | ------------------------- |
| —  | MIG  | [[Fitxer:Flag of the Valencian Community (2x3).svg\|23x15px\|border \|alt=País Valencià\|link=Selecció de futbol del País Valencià\|{{#if:\|]] | Guillermo Amor            |
| —  | MIG  | [[Fitxer:Flag of Spain.svg\|23x15px\|border \|alt=Espanya\|link=Selecció de futbol d'Espanya\|{{#if:\|]]                                       | José Mari Bakero (capità) |
| —  | MIG  | [[Fitxer:Flag of Spain.svg\|23x15px\|border \|alt=Espanya\|link=Selecció de futbol d'Espanya\|{{#if:\|]]                                       | Eusebio                   |
| —  | MIG  | [[Fitxer:Flag of Catalonia.svg\|23x15px\|border \|alt=Catalunya\|link=Selecció de futbol de Catalunya\|{{#if:\|]]                              | Pep Guardiola             |
| —  | MIG  | [[Fitxer:Flag of the Netherlands.svg\|23x15px\|border \|alt=Països Baixos\|link=Selecció de futbol dels Països Baixos\|{{#if:\|]]              | Richard Witschge          |
| —  | DAV  | [[Fitxer:Flag of Spain.svg\|23x15px\|border \|alt=Espanya\|link=Selecció de futbol d'Espanya\|{{#if:\|]]                                       | Txiki Begiristain         |
| —  | DAV  | [[Fitxer:Flag of Spain.svg\|23x15px\|border \|alt=Espanya\|link=Selecció de futbol d'Espanya\|{{#if:\|]]                                       | Ion Andoni Goikoetxea     |
| —  | DAV  | [[Fitxer:Flag of Spain.svg\|23x15px\|border \|alt=Espanya\|link=Selecció de futbol d'Espanya\|{{#if:\|]]                                       | Julio Salinas             |
| —  | DAV  | [[Fitxer:Flag of Denmark.svg\|23x15px\|border \|alt=Dinamarca\|link=Selecció de futbol de Dinamarca\|{{#if:\|]]                                | Michael Laudrup           |
| —  | DAV  | [[Fitxer:Flag of Catalonia.svg\|23x15px\|border \|alt=Catalunya\|link=Selecció de futbol de Catalunya\|{{#if:\|]]                              | Antoni Pinilla            |
| —  | DAV  | [[Fitxer:Flag of Bulgaria.svg\|23x15px\|border \|alt=Bulgària\|link=Selecció de futbol de Bulgària\|{{#if:\|]]                                 | Hristo Stoítxkov          |

### Altes
| N. | Pos. | Nac. | Jugador                                                        |
| -- | ---- | --- | -------------------------------------------------------------- |
| —  | DEF  | [[Fitxer:Flag of Spain.svg\|23x15px\|border \|alt=Espanya\|link=Selecció de futbol d'Espanya\|{{#if:\|]]                                 | Juan Carlos (De l'Atlètic de Madrid)                           |
| —  | DEF  | [[Fitxer:Flag of the Balearic Islands.svg\|23x15px\|border \|alt=Illes Balears\|link=Selecció de futbol de les Illes Balears\|{{#if:\|]] | Nadal (Del Mallorca, 150 milions de pesetes)                   |
| —  | MIG  | [[Fitxer:Flag of the Netherlands.svg\|23x15px\|border \|alt=Països Baixos\|link=Selecció de futbol dels Països Baixos\|{{#if:\|]]        | Richard Witschge (De l'Ajax Amsterdam, 450 milions de pesetes) |
| —  | DEF  | [[Fitxer:Flag of Catalonia.svg\|23x15px\|border \|alt=Catalunya\|link=Selecció de futbol de Catalunya\|{{#if:\|]]                        | Cristóbal (Del CD Logroñés, 50 milions de pesetes)             |
| -  | MIG  | [[Fitxer:Flag of Catalonia.svg\|23x15px\|border \|alt=Catalunya\|link=Selecció de futbol de Catalunya\|{{#if:\|]]                        | Guardiola (Ascendit del FC Barcelona B)                        |

### Baixes
| N. | Pos. | Nac. | Jugador                                                |
| -- | ---- | --- | ------------------------------------------------------ |
| -  | DEF  | [[Fitxer:Flag of Spain.svg\|23x15px\|border \|alt=Espanya\|link=Selecció de futbol d'Espanya\|{{#if:\|]]          | Julio Alberto (retirat)                                |
| -  | DEF  | [[Fitxer:Flag of Catalonia.svg\|23x15px\|border \|alt=Catalunya\|link=Selecció de futbol de Catalunya\|{{#if:\|]] | Soler (A l'Atlètic de Madrid)                          |
| -  | DEF  | [[Fitxer:Flag of Spain.svg\|23x15px\|border \|alt=Espanya\|link=Selecció de futbol d'Espanya\|{{#if:\|]]          | López Rekarte (Al Deportivo de la Coruña)              |
| -  | POR  | [[Fitxer:Flag of Spain.svg\|23x15px\|border \|alt=Espanya\|link=Selecció de futbol d'Espanya\|{{#if:\|]]          | Sergi (Cedit al Mallorca)                              |
| —  | MIG  | [[Fitxer:Flag of Spain.svg\|23x15px\|border \|alt=Espanya\|link=Selecció de futbol d'Espanya\|{{#if:\|]]          | Urbano (A l'Español)                                   |
| —  | DAV  | [[Fitxer:Flag of Catalonia.svg\|23x15px\|border \|alt=Catalunya\|link=Selecció de futbol de Catalunya\|{{#if:\|]] | Antoni Pinilla (Cedit al Reial Club Deportiu Mallorca) |

### Equip tècnic
| - Entrenador: Johan Cruyff - Segon entrenador: Carles Rexach - Tercer entrenador: Tonny Bruins Slot - Preparador físic: Ángel Vilda | Zubizarreta Eusebio Koeman Nando Guardiola Amor Bakero Begiristain Goikoetxea Laudrup Stoichkov Alineació tipus del FC Barcelona la temporada 1990-91 |

## Resultats
Una panoràmica de les competicions en què el Barcelona va participar en la temporada 1991-1992.
| Primera Divisió | Copa del Rei | Supercopa d'Espanya | Copa d'Europa |
| --------------- | ------------ | ------------------- | ------------- |
|                 |              |                     |               |
| Campió          | 1/8 final    | Campió              | Campió        |

## Equipament
Marca esportiva: Meyba
| Titular | Visitant | Alternatiu | Alternatiu | Porter |

## Partits

### Supercopa
| 15 d'octubre de 1991 | Atlètic de Madrid | 0-1 | FC Barcelona | Madrid                                                         |  |
| 21:00 CET            |                   |     | Amor 86'     | Vicente Calderón · 15,000 espectadors · José Merino González · |  |

| 29 d'octubre de 1991 | FC Barcelona | 1-1 | Atlètic de Madrid | Barcelona                                           |  |
| 20:45 CET            | Bakero 69'   |     | Alfredo 39'       | Camp Nou · 45,000 espectadors · José Luis Pajares · |  |

### Lliga
| Pos | Equip            | PJ | PG | PE | PP | GF | GC | DG  | Pts | Classificació o descens                                    |
| --- | ---------------- | -- | -- | -- | -- | -- | -- | --- | --- | ---------------------------------------------------------- |
| 1   | FC Barcelona (C) | 38 | 23 | 9  | 6  | 87 | 37 | +50 | 55  | Classificació per la Primera ronda de la Lliga de Campions |
| 2   | R. Madrid        | 38 | 23 | 8  | 7  | 78 | 32 | +46 | 54  | Classificació per la Primera ronda de la Copa de la UEFA   |
| 3   | At. Madrid       | 38 | 24 | 5  | 9  | 67 | 35 | +32 | 53  | Classificació per la Primera ronda de la Recopa d'Europa.  |
| 4   | València CF      | 38 | 20 | 7  | 11 | 63 | 42 | +21 | 47  | Classificació per la Primera ronda de la Copa de la UEFA   |
| 5   | Reial Societat   | 38 | 16 | 12 | 10 | 44 | 38 | +6  | 44  | Classificació per la Primera ronda de la Copa de la UEFA   |

| 31 d'agost de 1991 | FC Barcelona | 2–0     | Reial Societat | Barcelona  |  |
| 1                  |              | Informe |                | Camp Nou · |  |

| 6 de setembre de 1991 | Sevilla FC | 4–2     | FC Barcelona | Sevilla                        |  |
| 2                     |            | Informe |              | Estadi Ramón Sánchez Pizjuán · |  |

| 13 de setembre de 1991 | FC Barcelona | 3-1     | Reial Saragossa | Barcelona  |  |
| 3                      |              | Informe |                 | Camp Nou · |  |

| 27 de setembre de 1991 | Sporting de Gijón | 2-1     | FC Barcelona | Gijon               |  |
| 4                      |                   | Informe |              | Estadi El Molinón · |  |

| 6 d'octubre de 1991 | FC Barcelona | 1-2     | Reial Oviedo | Barcelona  |  |
| 5                   |              | Informe |              | Camp Nou · |  |

| 19 d'octubre de 1991 | Reial Madrid | 1-1     | FC Barcelona | Madrid                     |  |
| 6                    |              | Informe |              | Estadi Santiago Bernabéu · |  |

| 26 d'octubre de 1991 | FC Barcelona | 1-0     | Atlètic de Madrid | Barcelona  |  |
| 7                    |              | Informe |                   | Camp Nou · |  |

| 2 de novembre de 1991 | CD Logroñes | 2-2     | FC Barcelona | Logronyo     |  |
| 8                     |             | Informe |              | Las Gaunas · |  |

| 9 de novembre de 1991 | FC Barcelona | 2-0     | Osasuna | Barcelona  |  |
| 9                     |              | Informe |         | Camp Nou · |  |

| 16 de novembre de 1991 | Deportivo La Coruña | 0-4     | FC Barcelona | La Corunya         |  |
| 10                     |                     | Informe |              | Estadi de Riazor · |  |

| 22 de novembre de 1991 | FC Barcelona | 3-1     | València CF | Barcelona  |  |
| 11                     |              | Informe |             | Camp Nou · |  |

| 29 de novembre de 1991 | Albacete Balompié | 1-1     | FC Barcelona | Albacete                 |  |
| 12                     |                   | Informe |              | Estadi Carlos Belmonte · |  |

| 6 de desembre de 1991 | FC Barcelona | 5-3     | CD Tenerife | Barcelona  |  |
| 13                    |              | Informe |             | Camp Nou · |  |

| 14 de desembre de 1991 | Real Burgos | 2-2     | FC Barcelona | Burgos       |  |
| 14                     |             | Informe |              | El Plantío · |  |

| 20 de desembre de 1991 | FC Barcelona | 4-1     | Cadis CF | Barcelona  |  |
| 15                     |              | Informe |          | Camp Nou · |  |

| 4 de gener de 1992 | RCD Mallorca | 1-2     | FC Barcelona | Mallorca              |  |
| 16                 |              | Informe |              | Estadi Lluís Sitjar · |  |

| 11 de gener de 1992 | FC Barcelona | 2-1     | Reial Valladolid | Barcelona  |  |
| 17                  |              | Informe |                  | Camp Nou · |  |

| 18 de gener de 1992 | FC Barcelona | 4-3     | RCD Español | Barcelona  |  |
| 18                  |              | Informe |             | Camp Nou · |  |

| 24 de gener de 1992 | Athletic Club | 0-2     | FC Barcelona | Bilbao             |  |
| 19                  |               | Informe |              | Estadi San Mamés · |  |

| 1 de febrer de 1992 | Reial Societat | 2-1     | FC Barcelona | Sant Sebastià     |  |
| 20                  |                | Informe |              | Estadi d'Atotxa · |  |

| 7 de febrer de 1992 | FC Barcelona | 1-0     | Sevilla FC | Barcelona  |  |
| 21                  |              | Informe |            | Camp Nou · |  |

| 14 de febrer de 1992 | Reial Saragossa | 0-4     | FC Barcelona | Saragossa               |  |
| 22                   |                 | Informe |              | Estadi de La Romareda · |  |

| 22 de gener de 1992 | FC Barcelona | 1-1     | Sporting de Gijón | Barcelona  |  |
| 23                  |              | Informe |                   | Camp Nou · |  |

| 28 de febrer de 1992 | Reial Oviedo | 0-2     | FC Barcelona | Oviedo                   |  |
| 24                   |              | Informe |              | Estadi Carlos Tartiere · |  |

| 6 de març de 1992 | FC Barcelona | 1-1     | Reial Madrid | Barcelona  |  |
| 25                |              | Informe |              | Camp Nou · |  |

| 13 de març de 1992 | Atletico de Madrid | 2-2     | FC Barcelona | Madrid                    |  |
| 26                 |                    | Informe |              | Estadi Vicente Calderón · |  |

| 21 de març de 1992 | FC Barcelona | 1-0     | CD Logroñes | Barcelona  |  |
| 27                 |              | Informe |             | Camp Nou · |  |

| 27 de febrer de 1992 | Osasuna | 0-0     | FC Barcelona | Pamplona   |  |
| 28                   |         | Informe |              | El Sadar · |  |

| 4 d'abril de 1992 | FC Barcelona | 4-1     | Deportivo La Coruña | Barcelona  |  |
| 29                |              | Informe |                     | Camp Nou · |  |

| 10 d'abril de 1992 | València CF | 1-0     | FC Barcelona | València             |  |
| 30                 |             | Informe |              | Estadi de Mestalla · |  |

| 17 d'abril de 1992 | FC Barcelona | 7-1     | Albacete Balompié | Barcelona  |  |
| 31                 |              | Informe |                   | Camp Nou · |  |

| 24 d'abril de 1992 | CD Tenerife | 2-1     | FC Barcelona | Santa Cruz de Tenerife             |  |
| 32                 |             | Informe |              | Estadi Heliodoro Rodríguez López · |  |

| 2 de maig de 1992 | FC Barcelona | 1-1     | Real Burgos | Barcelona  |  |
| 33                |              | Informe |             | Camp Nou · |  |

| 9 de maig de 1992 | Cadis CF | 0-2     | FC Barcelona | Cadis                      |  |
| 34                |          | Informe |              | Estadi Ramón de Carranza · |  |

| 15 de maig de 1992 | FC Barcelona | 3-0     | RCD Mallorca | Barcelona  |  |
| 35                 |              | Informe |              | Camp Nou · |  |

| 23 de maig de 1992 maig 1992 | Reial Valladolid | 0-6     | FC Barcelona | Valladolid             |  |
| 36                           |                  | Informe |              | Estadi José Zorrilla · |  |

| 30 de maig de 1992 | RCD Español | 0-4     | FC Barcelona | Barcelona          |  |
| 37                 |             | Informe |              | Estadi de Sarrià · |  |

| 6 de juny de 1992 | FC Barcelona | 2-0     | Athletic Club | Barcelona  |  |
| 38                |              | Informe |               | Camp Nou · |  |

### Copa
Vuitens de final
| 9 de gener de 1992 | València CF | 2-0 | FC Barcelona | València             |  |
|                    |             |     |              | Estadi de Mestalla · |  |

| 22 de gener de 1992 | FC Barcelona | 4-2 (Total: 4-4) | València CF | Barcelona  |  |
|                     |              |                  |             | Camp Nou · |  |
|                     |              | Tanda de penals  |             |            |  |
|                     |              | 4-5              |             |            |  |

### Copa d'Europa
Primera ronda
| 18 de setembre de 1991 | FC Barcelona                      | 3–0    | Hansa Rostock | Barcelona                                                       |  |
|                        | Laudrup 25', 47' · Goikoetxea 77' | Report |               | Camp Nou · 65,000 espectadors · Alphonse Constantin (Bèlgica) · |  |

| 2 d'octubre de 1991 | Hansa Rostock | 1–0    | FC Barcelona | Rostock                                                           |  |
|                     | Spies 66'     | Report |              | Ostseestadion · 8,000 espectadors · Pierluigi Pairetto (Itàlia) · |  |

Segona ronda
| 23 d'octubre de 1991 | FC Barcelona         | 2–0    | Kaiserslautern | Barcelona                                                |  |
|                      | Begiristain 41', 53' | Report |                | Camp Nou · 65,000 espectadors · Gérard Biguet (França) · |  |

| 6 de novembre de 1991 | Kaiserslautern               | 3–1    | FC Barcelona | Kaiserslautern                                                          |  |
|                       | Hotić 35', 49' · Goldbæk 76' | Report | Bakero 90'   | Fritz-Walter-Stadion · 30,200 espectadors · Erik Fredriksson (Suècia) · |  |

#### Fase de grups: Grup B
| 27 de novembre de 1991 | FC Barcelona                        | 3–2    | Sparta Praga             | Barcelona                                                        |  |
| 20:45                  | Amor 14' · Laudrup 34' · Bakero 61' | Report | Vrabec 19' · Němeček 64' | Camp Nou · 80,000 espectadors · Kim Milton Nielsen (Dinamarca) · |  |

| 11 de desembre de 1991 | SL Benfica | 0–0    | FC Barcelona | Lisboa                                                        |  |
| 22:00                  |            | Report |              | Estádio da Luz · 70,000 espectadors · Bruno Galler (Suïssa) · |  |

| 4 de març de 1992 | Dinamo Kíev | 0–2    | FC Barcelona                | Kíev                                                               |  |
| 19:00             |             | Report | Stòitxkov 33' · Salinas 66' | Republican Stadium · 48,500 espectadors · Guy Goethals (Bèlgica) · |  |

| 18 de març de 1992 | FC Barcelona                     | 3–0    | Dinamo Kíev | Barcelona                                                           |  |
| 20:45              | Stòitxkov 60', 81' · Salinas 88' | Report |             | Camp Nou · 53,000 espectadors · Karl-Josef Assenmacher (Alemanya) · |  |

| 1 d'abril de 1992 | Sparta Praga | 1–0    | FC Barcelona | Praga                                                       |  |
| 18:00             | Siegl 65'    | Report |              | Letná Stadium · 27,374 espectadors · Bo Karlsson (Suècia) · |  |

| 15 d'abril de 1992 | FC Barcelona               | 2–1    | SL Benfica | Barcelona                                                      |  |
| 20:00              | Stòitxkov 10' · Bakero 25' | Report | Brito 29'  | Camp Nou · 100,000 espectadors · Hubert Forstinger (Àustria) · |  |

#### Final
| 20 de maig de 1992 | UC Sampdoria | 0–1    | FC Barcelona | Londres                                                      |  |
| 19:15 BST          |              | Report | Koeman 111'  | Wembley · 70,827 espectadors · Aron Schmidhuber (Alemanya) · |  |

### Copa Generalitat
Quarts de final
| 7 maig 1992 | FC Barcelona                                         | 5 - 0  | CE Premià | Vilassar de Mar                                |  |
|             | Laudrup 16' · Salinas 30', 73', 83' · Stoitchkov 75' | [ 27 ] |           | Camp Municipal de Vilassar · Olivan Javierre · |  |

Semifinal
| 3 juny 1992 | UE Lleida                  | 2 - 0  | FC Barcelona | Lleida                                           |  |
|             | Amavisca 57' · Serrano 78' | [ 28 ] |              | Camp d'Esports · 7.000 espectadors · Vico Díaz · |  |